# زيت الزيتون المكرر
زيت الزيتون المكرر هو عبارة عن زيت زيتون بكر ذي حموضة عالية تم تكريره بطرق كيميائية. وهذه الأصناف من الزيوت فقدت مواصفاتها الأصلية وخواصها الطبيعية من لون ورائحة وطعم الخ...

## أنواعه
- زيت الزيتون المكرر: ذي حموضة عالية تم تكريره بطرق كيميائية
- زيت الزيتون : مزيج من زيوت الزيتون البكر مختلفة الأصناف (عدا قليلة الجودة وزيت الزيتون المكرر) ذات حموضة لا تتجاوز 1.5 .وهذا هو النوع الأكثر استهلاك في إسبانيا.
- زيت العصارة الخام: يحصل على هذا النوع عن طريق تحليل عصارة الزيتون ـ التي هي إحدى مشتقات الزيتون ـ وزيوت أخرى متباينة المصادر غير مكررة.
- زيت العصارة المكرر: يتم الحصول على هذا النوع بتكرير زيت العصارة الخام ،بحيث لا تتعدى الحموضة نصف درجة.
- زيت عصارة الزيتون : مزيج من زيت العصارة المكرر وزيت الزيتون البكر (عدا قليل الجودة)،بحيث لا تتعدى الحموضة 1.5 درجة.